# Marin Županov
Marin Županov bio je hrvatski nogometaš. 

## Igračka karijera
S aktivnom igračkom karijerom započeo je dosta kasno, tek s 15 godina. Godinu i pol dana je igrao u juniorskoj sekciji sućuračkog Jadrana. Nakon staža provedenog u juniorima ulazi u prvu momčad, te igra za Jadrana godinu dana. Županov je bio izrazito lijevo krilo. Njegove igre zapazio je tadašnji trener RNK Split - proslavljeni nogometaš Frane Matošić te se Županov ubrzo našao u redovima splitskih Crvenih. Izborio sa Splitom prvoligaški status u sezoni 1959./60. Igrao je prvoligaškog Splita u sezoni 1960/61. U toj sezoni odigrao svih 22 utakmice i postigao 1 gol. 
 Nakon ispadanja Splita iz prve lige i razilaska dotadašnje momčadi Županov je prešao u redove Hajduka. U redovima bijelih proveo je naredne tri godine.
Statistika u Hajduku
| Natjecanje        | Nastupi | Zgoditci |
| ----------------- | ------- | -------- |
| Prvenstvo         | 7       | 0        |
| Kup               | 2       | 1        |
| Superkup          | 0       | 0        |
| Međunarodne       | 0       | 0        |
| Splitski podsavez | 0       | 0        |
| Ukupno            | 9       | 1        |
| Prijateljske      | 19      | 5        |
| Sveukupno         | 28      | 6        |

## Trenerska karijera
Gotovo cijelu trenersku karijeru Županov je proveo u redovima matičnog kluba - Jadrana iz Kaštel Sućurca. 